# 佐々木芳郎
佐々木 芳郎（ささき よしろう、1959年（昭和34年）1月3日 - ）は、日本の写真家、映像ディレクター。
大阪市出身。株式会社フォトライブ代表取締役。元日本写真家協会。1985年11月、フォトライブ法人化にあたり常務取締役員として桂南光(3代目)（当時べかこ）を招聘。

## 来歴

### 生い立ち
天神橋筋商店街8丁目（旧9丁目）にあったクリーニング店の二男。母は佐々木が13歳のときに子宮ガンで病死している。小学4年生で初めてのカメラミノルタ16を手にする。中学ではフォークギターを弾くようになり、将来は吉田拓郎を目指す。一方、写真好きの父親から暗室作業を習う。大阪市立扇町高校時代はハンドボールのゴールキーパーとサッカーのバックスを掛け持つ。また入学同時にフォークバンド「クレパス」を結成。高校三年間は全く勉強しなかった。

### 大学時代
現役大学受験でまったく試験問題がわからず、関関同立を目指し一年間の浪人生活。関西大学に合格するも、学費が高かったため自宅から歩いて通学でき、同じ教授で10分の1の学費だった天六学舎の第二商学部（夜間）に行くことにする。まわりは皆苦学生で、自分も昼間仕事をしようと、応募したのが放送業界の下請け会社エキスプレス。そこから毎日放送報道映像部堂島に配属され、1978年6月から1980年3月までニュース番組『MBSナウ』の撮影助手になる。三菱銀行人質事件を体験し、自分の企画したニュースも番組で採用される面白さを知り、ミュージシャンではなく報道カメラマンを志す。

### 写真家

#### フリーランス・カメラマンとしてスタート
1980年4月にフリーランスになり、写真事務所フォトライブ設立。宝石の鑑定・鑑別写真やカレンダーを撮り始める。1982年6月、梅田コマ劇場（現梅田芸術劇場）に売り込み、同年7月に美空ひばり、8月に9代目松本幸四郎（現2代目松本白鸚の『ラ・マンチャの男』を練習で撮る。しかし専属カメラマンが、美空ひばりのカラーでの記念撮影の注文や舞台が暗い『ラ・マンチャの男』の撮影にいずれも失敗。佐々木の写真があったことで、この2公演の公式写真がないという同劇場のピンチを救うこととなる。この功績によって、同劇場の専属カメラマンとなる。同年12月に行われた橋幸夫公演で、バカラ賭博疑惑で取材に来ていた平凡出版（現マガジンハウス）大阪連絡所のトップである高橋靖にスカウトされ、雑誌の世界に入る。

#### 雑誌のグラビア撮影＆専属契約記者へ
- 1983年1月、マガジンハウスで雑誌の仕事を始め、『週刊平凡』『平凡パンチ』『ポパイ』『アンアン』を手がける。
- 1983年8月、「ポパイ」で初の1カ月にわたる海外取材。
- 1984年7月、渡辺二郎WBA・WBCジュニアバンタム級統一タイトルマッチを『平凡パンチ』で企画・取材する。この時、担当編集者が『文藝春秋』に移籍し、花田紀凱（現『月刊Hanada』編集長）を紹介され『週刊文春』のグラビアの特派記者となる。
- 1984年10月、講談社の雑誌『フライデー』創刊と同時に専属契約[1]。
- 1985年4月、文藝春秋『エンマ』創刊と同時に専属契約。創刊号の企画としてマスコミに出たことがなかった「吉本興業会長の林正之助を1カ月かけて口説き落とし、初めて密着取材・特写に成功。
- 1985年12月、「WBCジュニアバンタム級チャンピン・渡辺二郎海外初防衛戦」を韓国で企画・撮影。
- 2006年4月、米朝事務所専属カメラマンになる[4]。

#### 写真集・書籍カバー撮影へ
- 1986年12月〜1月 『文藝春秋』にて立花隆とブラジル・アルゼンチン・パラグワイの伝導村を取材。
- 1987年5月号『文藝春秋』で「神の王国」、1987年8月号『太陽』で「ラテンアメリカのキリスト教美術」発表。
- 1987年6月、原田知世写真集『Schmatz』をロンドンにて撮影。
- 1987年8月初の個展「インディオの聖像」写真展をパラグワイ首都アスンシオンで開催。
- 1987年8月号『文藝春秋』で大英図書館と原田知世写真集『Schmatz』を撮影と執筆。
- 1988年5月、「インディオの聖像」写真展を東京・表参道で開催。しかし販売予定の写真集は、立花隆の原稿が遅れて間に合わなかった[5]。その写真集は、パラグアイでヨハネ・パウロ2世 (ローマ教皇)に献本する予定となっていた。結局、写真だけ印刷した本を4部製作[6]。教皇68歳の誕生日に謁見し献本、そのお礼として佐々木は教皇から直接ロザリオを授与される[7]。

#### CM・VP制作を経て雑誌・書籍の現場復帰へ
1994年から1997年までは、雑誌の撮影を離れ、CM、VP制作をする。
- 1997年12月、月刊誌『UNO！』（朝日新聞）とともに雑誌現場復帰。雑誌では事件報道及び海外取材を担当。
- 1999年4月、隔週誌『メンズウォーカー』（角川書店）で事件報道及び海外取材を企画・取材。画家・横尾忠則とクロムハーツ社長・リチャード・スタークの特写＆対談企画で、ロサンジェルスへ行く。
- 2001年4月〜2002年10月、月刊誌『編集会議』（宣伝会議）にて作家の表紙撮影の連載開始。六本木スタジオにてすべて大型カメラ4×5での特写を行う。
- 2003年6月　月刊誌『Invitation』（ぴあ）にてヴェネツィア・ビエンナーレ企画で村上隆を現地で取材・撮影。また、当時インディペンデント・キュレーターだった原田マハと共に、スイスのアート・バーゼルやバイエラー財団、ドイツのヴィトラ・デザイン・ミュージアムを取材。[8]。同号のモダン・アートの企画では、奈良美智やヤノベケンジなど現代アート作家を一挙に撮影。
- 2004年6月　19年前の企画第2弾、吉本興業の社長・林裕章撮影。雑誌『インビテーション』の表紙になる。
- 2004年7月7日　中島らも×町田康の七夕ライブをプライベートで撮影。その2週間後に急死したため。「中島らも追悼写真展」を11月大阪・心斎橋で開催。
- 2004年12月　吉本興業会長の林裕章、最後の写真を月刊誌『プレジデント』にて発表。
- 2005年3月　「中島らも追悼写真展」を東京・渋谷パルコ・ロゴスギャラリーで開催2400人を集客 「中島らも追悼写真展」を東京渋谷パルコ・ロゴスギャラリーで開催2400人を集客[9]。
- 2005年3月　「愛・地球博」（2005年日本国際博覧会）をヤノベケンジと取材。
- 2005年7月　イサム・ノグチ展のモエレ沼公園を建築家の竹山聖と取材。
- 2015年7月　「時代小説家が古地図で巡る江戸史跡の旅『山本一力さん、人情と橋の町深川をゆく』」で、富岡八幡宮で時代小説家・山本一力を特写。（「一個人」2015年7月号（KKベストセラーズ）。
- 2016年1月　対談　内田樹 vs 釈徹宗「日本人が初詣に出かける理由」（「一個人」2016年1月号（KKベストセラーズ）。10年ぶりに内田樹を取材し、これ以降「ふくふく会」が、開催される[10]。

## 主な仕事
| 期間            | 雑誌名（出版・新聞社）                 | 連載タイトル                   | 撮影人物など                                                 |
| --------------- | -------------------------------------- | ------------------------------ | ------------------------------------------------------------ |
| 1983.4〜1984.12 | サンケイスポーツ新聞（産業経済新聞社） | 「アタック和ちゃん」           | 女子大生がさまざまなスポーツにチャレンジする                 |
| 1989.8〜1991.3  | 週刊現代（文藝春秋）                   | なにわ・毒舌ふたり旅           | 上岡龍太郎がホストとなり対談。必ず特写をする企画             |
| 1992.8〜1993.12 | マルコポーロ（文藝春秋）               | 「マルコの輪」                 | タモリの友達の輪の雑誌版リレーインタビュー。扮装の特写をする |
| 1997.8〜9       | スポーツニッポン（大阪本社）           | 「ワールドNOW」                | カリブ海クルーズ                                             |
| 2001.4〜2002.10 | 編集会議（宣伝会議）                   | 「作家と担当編集者の特写表紙」 | 作家・の表紙撮影及び特集撮影                                 |
| 2006.8〜2007    | スポーツニッポン（大阪本社)            | 「実写版間違いさがし」         | 女優のプライベート空間での撮影                               |

| 期間           | 演目                           | 劇場名       | 出演者                                         |
| -------------- | ------------------------------ | ------------ | ---------------------------------------------- |
| 1982年7月      | 「鳳仙花」                     | 梅田コマ劇場 | 島倉千代子                                     |
| 1982年8月      | 「ラ・マンチャの男」           | 梅田コマ劇場 | 松本幸四郎                                     |
| 1982年8月      | 「松田聖子フェスティバル」     | 梅田コマ劇場 | 松田聖子                                       |
| 1982年9月      | 「木場の女」                   | 梅田コマ劇場 | 美空ひばり                                     |
| 1982年9月      | 「弥次喜多大阪に現る」         | 梅田コマ劇場 | 橋幸夫                                         |
| 1982年9月      | 「大月みやこリサイタル」       | 梅田コマ劇場 | 大月みやこ                                     |
| 1982年10月     | 「西陣息子」                   | 梅田コマ劇場 | 中村扇雀                                       |
| 1982年10月     | 女は度胸でございます」         | 梅田コマ劇場 | 小林幸子                                       |
| 1982年11月     | 「夫婦善哉」                   | 梅田コマ劇場 | 村田英雄                                       |
| 1982年12月     | 「弥次喜多大阪に現る」         | 梅田コマ劇場 | 橋幸夫                                         |
| 1982年12月     | 「カルメン」                   | 梅田コマ劇場 | 長嶺ヤス子                                     |
| 1983年1月      | 「関の弥太っぺ」               | 梅田コマ劇場 | 鶴田浩二                                       |
| 1983年2月      | 「舟遊女」                     | 梅田コマ劇場 | 市川猿之助                                     |
| 1983年3月      | 「春姿一番纚」                 | 梅田コマ劇場 | 森進一                                         |
| 1983年3月〜4月 | 「愉快な海賊大冒険」           | 梅田コマ劇場 | 千葉真一・志穂美悦子・真田広之                 |
| 1983年5月      | 「みちのくひとり旅」           | 梅田コマ劇場 | 山本譲二                                       |
| 1983年6月      | 「ねんねころいち」             | 梅田コマ劇場 | 川中美幸                                       |
| 1983年6月      | 「北酒場」                     | 梅田コマ劇場 | 細川たかし                                     |
| 1983年7月      | 「加山雄三とたからじぇんぬ」   | 宝塚大劇場   | 加山雄三・黒木瞳・大地真央・麻美れい・遥くらら |
| 1983年9月      | 「水仙の詩」                   | 梅田コマ劇場 | 美空ひばり                                     |
| 1983年11月     | 「愛のシンフォニー」           | 梅田コマ劇場 | 松本伊代・阪上二郎                             |
| 1983年12月     | 「スイートチャリティー」       | 梅田コマ劇場 | MIE・大信田礼子                                |
| 1984年8月      | 「ミズ・今年最高の女性」       | 梅田コマ劇場 | 鳳蘭・細川俊之                                 |
| 1985年4〜5月   | 「ゴールデンスペシャル少年隊」 | 梅田コマ劇場 | 錦織一清・植草克秀・東山紀之                   |
| 1986年11月     | 「その男ゾルバ」               | 梅田コマ劇場 | 藤田まこと                                     |
| 1994年4月      | 「LOVE」                       | ドラマシティ | 市村正親・西城秀樹・鳳蘭                       |
| 1994年4月      | 「ゴールド家のたそがれ」       | ドラマシティ | 麻実れい 前田耕陽 河内桃子 福井貴一 勝部演之   |
| 1995年4月      | 「元禄おんな舞」               | 梅田コマ劇場 | 美空ひばり                                     |
| 1995年6月      | 「チーターの歌う弥次喜多道中」 | 梅田コマ劇場 | 水前寺清子                                     |
| 1995年6月      | 「ファニー」                   | ドラマシティ | 島田 歌穂・宝田明・ミッキーカーチス・財津一郎  |
| 1995年6月      | 「花の生涯」                   | 梅田コマ劇場 | 鶴田浩二                                       |
| 2000年4月      | 「ハウ・トゥ・サクシード」     | 梅田コマ劇場 | 高嶋政伸                                       |

| 期間       | 企画名                                                     | 媒体名（出版・新聞社）                | 国名                               |
| ---------- | ---------------------------------------------------------- | ------------------------------------- | ---------------------------------- |
| 1983年     | 「フットボールは史上最強のフィジカルゲーム」               | 「POPYE」8月号（マガジンハウス）      | アメリカ                           |
| 1984年     | 「KLMオランダ航空 アムステルダムーソウル就航記念」         | （KLMオランダ航空）                   | オランダ・イタリア・フランス       |
| 1985年     | 「WBCジュニアバンタム級チャンピン渡辺二郎海外初防衛戦」    | 「平凡パンチ」8月号（マガジンハウス） | 韓国                               |
| 1986年12月 | 「立花隆『神の王国』」                                     | 月刊「文藝春秋」5月号                 | ブラジル・アルゼンチン・パラグアイ |
| 1986年5月  | 「立花隆『インディオの聖像』」(再撮影)                     | 月刊「文藝春秋」5月号                 | パラグアイ                         |
| 1987年7月  | 「原田知世写真集『Schmatz』」                              | ウルトラ企画                          | イギリス                           |
| 1987年8月  | 「ローマ教皇ヨハネ・パウロII世 謁見」                      | 『インディオの聖像』                  | パラグアイ                         |
| 1995年     | 「香港魅惑の街に誘われて」                                 | 朝日新聞10月4日                       | 香港                               |
| 1995年     | 「アンディ・ラウ単独インタビュー」                         | マレーシア                            | マレーシア                         |
| 1997年     | 「日本に一番近い玄関口 『釜山』」                          | 「UNO！」1月号（朝日新聞）            | 韓国                               |
| 1997年     | 「『スピード2』で知ったバハマの船旅へあなたも」            | 「UNO！」10月号（朝日新聞）           | バハマ                             |
| 1997年     | 「オズの魔法使いオン・アイス」日本公演                     | アサヒグラフ9.26（朝日新聞）          | アメリカ                           |
| 1997年     | 「アトランタの旅『タラで観たオズの魔法使い』」             | 「UNO！」12月号（朝日新聞）           | アメリカ                           |
| 1998年     | 「スペインバルセロナの旅『カヴァの故郷を訪ねて』」         | 「UNO！」1月号（朝日新聞）            | スペイン                           |
| 1998年     | 香港の映画王『チャン・ラン』                               | 「UNO！」2月号（朝日新聞）            | 香港                               |
| 1998年     | ニュージーランドの旅『甲賀瑞穂のＮＺの大冒険』             | 「UNO！」7月号（朝日新聞）            | ニュージーランド                   |
| 1999年     | 「カリフォルニア・ナパバレーの旅『ワインと戯れる旅』」     | 「Men's Walker」10月号（角川書店）    | アメリカ                           |
| 1999年     | 「伊能静の好食好旅」                                       | 「Men's Walker」9月号（角川書店）     | 台湾                               |
| 1999年     | 「観迎光臨台湾」                                           | 「Men's Walker」12月号（角川書店）    | 台湾                               |
| 2000年     | 「ソーサの夢ボニータの夢・葉巻の共和国ドミニカ」           | 「Men's Walker」6月号（角川書店）     | ドミニカ共和国                     |
| 2000年     | 「横尾忠則×クロムハーツ リチャード・スターク」             | 「Men's Walker」（角川書店）          | アメリカ                           |
| 2000年     | 「世界で一番過酷（高低差810ｍ）コムレーズ100キロマラソン」 | 「Men's Walker」8月号（角川書店）     | 南アフリカ共和国                   |
| 2001年     | 「KinKi Kidsとアジアが出会った日」                         | 「Men's Walker」5月号（角川書店）     | 香港                               |
| 2001年     | 「タイタンズを忘れない」フットボールに青春を懸けて         | 「映画館へ！」6月号（宣伝会議）       | アメリカ                           |
| 2001年     | 「光と歌に包まれた島と人々」キューバ熱情                   | 「Biztage」vol.2（角川書店）          | キューバ                           |
| 2002年     | 「近しい国がもっと近くなる」                               | 「サンデー毎日」4月号（毎日新聞）     | モンゴル                           |
| 2003年     | 「モダンアート経済白書」                                   | 「インビテーション」9月号（ぴあ）     | イタリア・スイス・ドイツ           |
| 2006年     | 「杭州に誕生 デザイナーズホテル・アマンリゾート」          | 「カラフル」10月号（ぴあ）            | 中国                               |
| 2007年     | 「上方落語in北京大学」桂小米朝（現米團治）                 | 「笑って学んでin北京」（和泉書院）    | 中国                               |
| 2016年     | 「ギリシャ・エーゲ海の旅」                                 | 「一個人」8月号（KKベストセラーズ）   | ギリシャ                           |

| 期間                  | 企画名・雑誌（出版社など）                                                                             | 撮影人物 |
| --------------------- | --- | --- |
| 1992年8月〜1993年12月 | 「MARCO SHOCKING どこまで続くか関西の輪 〜リレーインタビュー＆扮装特写〜」『マルコポーロ』（文藝春秋） | 佐々木芳郎→上岡龍太郎→井上章一→前田日明→新田達夫→大森一樹→阪本順治→藤本義一→松尾貴史→森 毅→安藤忠雄→谷川浩司→桂小米朝→釜本邦茂→玉木正之→朝比奈千足→高市早苗→辰巳琢郎 |
| 2001年4月〜2002年10月 | 表紙・特集『編集会議』（宣伝会議）                                                                     | 林真理子・柳美里・椎名誠・安西水丸・伊集院静・町田康・しりあがり寿・阿川佐和子・小池真理子・西原理恵子・山本容子・秋元康・大田垣晴子・小松成美・爆笑問題             |

| 期間       | タイトル                                                        | ジャンル（出版社など）                        | 内容                                |
| ---------- | --------------------------------------------------------------- | --------------------------------------------- | ----------------------------------- |
| 1983年6月  | 「杉原輝雄カレンダー」                                          | カレンダー（杉原輝雄）                        | 杉原輝雄                            |
| 1984年11月 | 「桂べかこ初独演会」（サンケイホール）                          | ポスター（産経ホール）                        | 桂べかこ                            |
| 1985年7月  | 「もめん家族：わくわく子育て」                                  | 書籍カバー・他（企画者）                      | 仁科克子                            |
| 1987年1月  | 「インディオの聖像」                                            | 写真集（講談社）                              | ※共著者立花隆の原稿なしの幻の写真集 |
| 1987年8月  | 「Schmatz TOMOYO HARADA '87 CONCERT TOUR」                      | 写真集（ウルトラ企画）                        | 原田知世                            |
| 1988年11月 | 「ファッション好きやねん」                                      | 書籍カバー・他（たる出版）                    | 小篠綾子                            |
| 1991年1月  | 「その男 ゾルバ」（梅田コマ）                                   | カレンダー・パンフレット（梅田コマ）          | 藤田まこと                          |
| 1990年2月  | 「TOMOHIRO NISHIURA PHOTO COLLECTION VOL.1」                    | 写真集（Muse389）                             | 西村智宏                            |
| 1983年1月  | 「OBELISK」                                                     | カレンダー（上岡龍太郎事務所）                | 上岡龍太郎                          |
| 2001年8月  | 「ピンクのアオザイの裾を夜風にあそばせ」                        | CDジャケット（サザン・ライト）                | 堀ちえみ                            |
| 2004年10月 | 中島らも「彼の世でアンコール！」（心斎橋アセンス）              | 追悼写真集（中島らも追悼写真展実行委員会）    | 中島らも                            |
| 2005年3月  | 中島らも「彼の世でアンコール！」（渋谷パルコ ロゴスギャラリー） | 追悼写真集（PHOTOLIVE）                       | 中島らも                            |
| 2005年5月  | 「牢屋でやせるダイエット」                                      | 文庫本カバー・巻頭グラビア（青春出版）        | 中島らも                            |
| 2005年5月  | 「心が雨漏りする日には」                                        | 文庫本カバー・巻頭グラビア（青春出版）        | 中島らも                            |
| 2011年6月  | 「阪神の女房」                                                  | 書籍カバー（朝日新聞出版）（青春出版）        | 矢野燿大                            |
| 2018年2月  | 「THE 独裁者 国難を呼ぶ男! 安倍晋三」                           | 書籍カバー（KKベストセラーズ）                | 古賀茂明・望月衣塑子                |
| 2018年6月  | 「洛中洛外をゆく。」                                            | 書籍カバー・巻頭グラビア（KKベストセラーズ）  | 葉室麟＆洛中洛外編集部              |
| 2018年8月  | 『近江商人の哲学「たねや」に学ぶ商いの基本』                    | 書籍カバー・他（講談社現代新書）              | 山本昌人                            |
| 2019年5月  | 「安倍晋三 大研究」望月衣塑子＆特別取材班                       | 書籍カバー全撮影（KKベストセラーズ）          | 望月衣塑子・内田樹・他              |
| 2022年2月  | 「洛中洛外をゆく。」                                            | 書籍カバー（角川文庫）                        | 葉室麟                              |
| 2022年4月  | 「インディオの聖像」                                            | 書籍カバー巻頭グラビア（文藝春秋）            | 立花隆・遺跡・彫刻                  |
| 2022年9月  | 「Espina」                                                      | CDジャケット（株式会社音楽センター）          | 川口真由美                          |
| 2022年9月  | 「Espina」                                                      | 川口真由美写真集＆DVD（株式会社音楽センター） | 川口真由美                          |

| 期間       | タイトル                                            | 場所                                        |
| ---------- | --------------------------------------------------- | ------------------------------------------- |
| 1987年7月  | 「神の王国」写真展                                  | アスンシオン（パラグアイ）                  |
| 1988年5月  | 「インディオの聖像」写真展                          | ギャラリー・ラミア（表参道）                |
| 1988年5月  | 「インディオの聖像」写真展                          | ギャラリ-もみの木栃木と長野で開催           |
| 2004年10月 | 「中島らも『ENCORE IN HEVAEN！』」                  | 心斎橋アセンス（心斎橋）                    |
| 2005年3月  | 「中島らも『ENCORE IN HEVAEN！』写真展」            | PARCOギャラリー（原宿）                     |
| 2022年6月  | 「立花隆を魅了したインディオの聖像」1日だけの写真展 | 大阪市立中央公会堂1階ロビー（大阪・中之島） |
| 2023年4月  | 写真展「インディオの聖像」                          | ギャラリーPlaceM（東京・新宿）              |

| 期間       | タイトル                                   | 媒体名＆番組名（会社名）                       |
| ---------- | ------------------------------------------ | ---------------------------------------------- |
| 1980年10月 | 「わたしのシャッターチャンスを公開する」   | 「CAPA」10月号（学習研究社）                   |
| 1986年6月  | 「ビートたけしFRIDAY襲撃事件判決について」 | ハウ原田YOU（ラジオ大阪OBC）                   |
| 1987年7月  | 「神の王国」                               | NEWS（パラグアイ国営放送／FM）                 |
| 1987年8月  | 「インディオの聖像」                       | 「心のともしび」（日本テレビ）                 |
| 1996年4月  | 「写真家はデジタルウェーブにどうのるか」   | Imagazin」 NO.2 （株式会社イマ）               |
| 2022年4月  | 「見えた何が永遠が〜立花隆最後の旅」       | 現代スペシャル(NHK）                           |
| 2022年4月  | 完全版「見えた何が永遠が〜立花隆最後の旅」 | 現代スペシャル(NHK-BS）                        |
| 2022年5月  | 「インディオの聖像と立花隆」               | 「原田年晴のかぶりつきマンデー」（ラジオ大阪） |